# Pod Bezručovým vrchem
Pod Bezručovým vrchem (německy Obere Vorstadt), dle pravopisných pravidel spíše Pod Bezručovým Vrchem, je část města Krnov v okrese Bruntál. Nachází se na severozápadě Krnova. Prochází zde silnice I/57. V roce 2009 zde bylo evidováno 2275 adres.
Pod Bezručovým vrchem leží v katastrálním území Krnov-Horní Předměstí o rozloze 19,81 km2.
Část obce zahrnuje část Krnova na levém břehu řeky Opavy, tj. základní sídelní jednotky Bažantnice, Březinova, Hliniště, Hlubčické Předměstí, Horní Předměstí, Jesenická, Ježník, Kabátův Kopec, Kostelec (na obou březích Opavy), Krnov-střed, Na Ostrově, Nádraží, Nemocnice, Pod Kopcem, Průmyslový Areál Horní Předměstí, Průmyslový Areál Tolstého, Seifertova-Jiráskova, Svinná, Tolstého, U Nádraží, U Parku.
Do části obce Pod Bezručovým vrchem patří zahrádkářské osady Horní Předměstí, Vysoký břeh, Riviéra, U hranice, Svornost, Rybník a U lesní školky.